# Bảo tàng Tự do và Đoàn kết tại Bydgoszcz

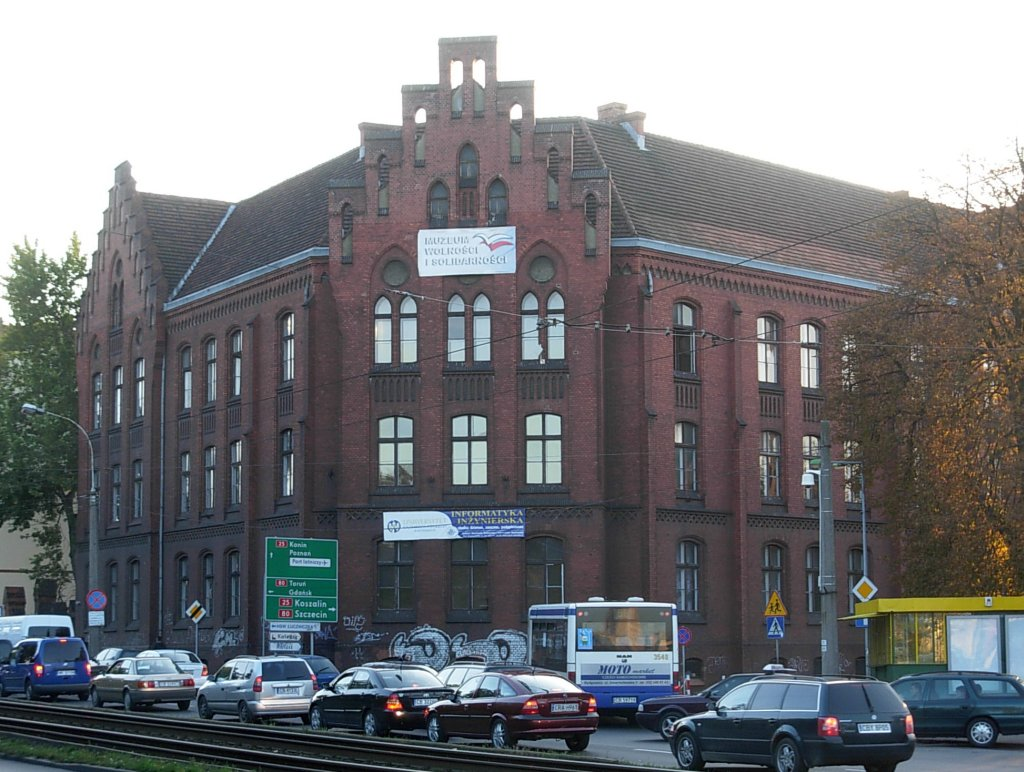
Bảo tàng, chụp năm 2006-2010

Bảo tàng Tự do và Đoàn kết tại Bydgoszcz (tiếng Ba Lan: Muzeum Wolności i Solidarności w Bydgoszczy) là viện bảo tàng trưng bày các kỷ vật vùng Bydgoszcz về Công đoàn Đoàn kết và phong trào đối lập ở Ba Lan trong những năm 70 và 80 của thế kỷ 20.
Nhà sử học, giáo viên và nhà hoạt động xã hội Sebastian Malinowski ủng hộ và khởi xướng thành lập bảo tàng. Lễ khánh thành bảo tàng vào ngày 26 tháng 9 năm 2006. Đây là sự tiếp nối của triển lãm "Chuyến tàu đến sự Tự do", do Sebastian Malinowski và Adam Gajewski tổ chức nhân dịp kỷ niệm 25 năm thành lập Công đoàn Đoàn kết, được trưng bày tại Bảo tàng Quận ở Bydgoszcz từ ngày 22 tháng 9 đến ngày 16 tháng 10 năm 2005.
Bảo tàng ban đầu tọa lạc tại phố Wrocławska, và sau đó chuyển sang số 8 Quảng trường Kościeleckich.
Mục tiêu bảo tàng là triển lãm các kỷ vật lịch sử, trình bày các tài liệu lưu trữ, phim tài liệu và các tác phẩm nghệ thuật liên quan đến Công đoàn Đoàn kết và cuộc đấu tranh giành tự do của dân tộc Ba Lan. Nơi đây trưng bày trang phục nhân viên ZOMO, máy ảnh chụp ảnh những người phản chiến, những bản ghi âm từ thời kỳ thiết quân luật, v.v.